# Francesco di Giorgio Martini
Francesco di Giorgio Martini (září 1439 Siena – přelom let 1501 a 1502 Siena) byl italský renesanční malíř sienské školy, sochař, vojenský inženýr, architekt a teoretik architektury.

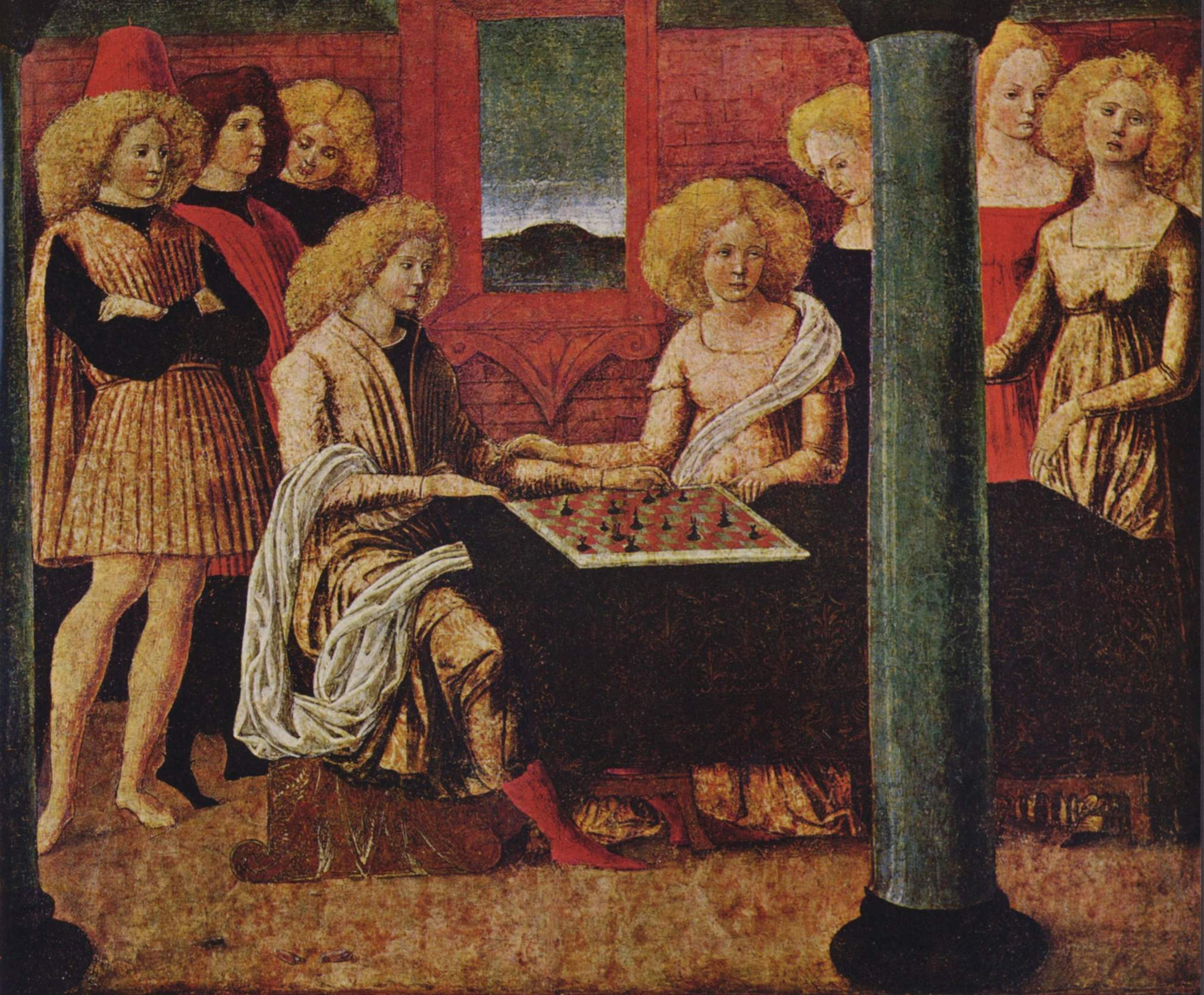
Francesco di Giorgio Martini: Šachová partie

Malbu studoval u Vecchietty. Napsal vlivný traktát o architektuře a fortifikaci Trattato di architettura, ingegneria e arte militare, na němž pracoval několik desítek let a dokončil ho někdy po roce 1482. Pracoval především v Sieně s výjimkou období kolem 1475-1484, kdy působil v Urbinu ve službách tamního vévody Federica da Montefeltro. Svou kariéru skončil ve službách sienského dómu, kde jsou na hlavním oltáři jeho bronzoví andělé.